# Ustye-Kúbenskoye
Ustye-Kúbenskoye, Ustye-Kúbinskoye o simplemente Ustye (ruso: У́стье-Ку́бенское, У́стье-Ку́бинское, У́стье) es un pueblo (seló) de Rusia, capital del ókrug municipal homónimo en la óblast de Vólogda.
En 2021, el pueblo tenía una población de 4176 habitantes. Se ubica en la orilla septentrional del delta fluvial que forma el río Kúbena al desembocar en el lago Kúbenskoye, unos 30 km al noroeste de Sókol.

## Historia
El casco urbano del pueblo está formado por tres localidades colindantes que se unieron en el siglo XIX: el pueblo de Ustye, la aldea (derevnia) de Lajmokurye (Лахмокурье) y la slobodá de Petrovka. La primera mención documental de este lugar habitado se remonta a 1486, cuando se menciona Lajmokurye. En 1570 se menciona Ustye como núcleo comercial, en una época en la que Petrovka era un pogost. Las tres localidades formaron un importante centro artesanal y comercial, por lo que en 1775 se llegó a proponer establecer aquí la ciudad sede de un uyezd; según la tradición local, el motivo de que esto no llegase a ocurrir fue la propia oposición de los comerciantes locales. Se integró en el uyezd de Kádnikov de la gobernación de Vólogda, dentro del cual el pueblo ya unificado pasó a ser en 1913 la sede de su propia vólost.
La Unión Soviética le dio el estatus de capital distrital en 1929, cuando se definieron los raiones del krai del Norte, y el de asentamiento de tipo urbano en 1932. En 2004 perdió el estatus urbano y volvió a considerarse un pueblo. Antes de la reorganización del raión como ókrug municipal en 2022, Ustye-Kúbenskoye era sede de un asentamiento rural que incluía como pedanías 88 localidades rurales, de las que solamente cinco superaban los cincuenta habitantes: los pueblos de Nikólskoye, Zádneye, Nikola-Koren y Bogoslovo y la aldea de Korolija.